# ماري رودجرز
ماري رودجرز (بالإنجليزية: Mary Rodgers)‏ هي كاتِبة وملحنة وكاتبة للأطفال ومؤلفة وكاتبة سيناريو أمريكية، ولدت في 11 يناير 1931 في نيويورك في الولايات المتحدة، وتوفيت في 26 يونيو 2014 في مانهاتن في الولايات المتحدة بسبب قصور القلب.

## وصلات خارجية
- ماري رودجرز على موقع IMDb (الإنجليزية)
- ماري رودجرز على موقع ألو سيني (الفرنسية)
- ماري رودجرز على موقع ميوزك برينز (الإنجليزية)
- ماري رودجرز على موقع أول موفي (الإنجليزية)
- ماري رودجرز على موقع قاعدة بيانات برودواي على الإنترنت (الإنجليزية)
- ماري رودجرز على موقع قاعدة بيانات برودواي على الإنترنت (الإنجليزية)
- ماري رودجرز على موقع قاعدة بيانات الفيلم (الإنجليزية)